# پلیکان (رزن)
پلیکان (رزن)، روستایی از توابع بخش قروه درجزین شهرستان رزن در استان همدان ایران است.

## جمعیت
این روستا در دهستان درجزین علیا قرار دارد و براساس سرشماری مرکز آمار ایران در سال ۱۳۸۵، جمعیت آن ۸۹ نفر (۱۸خانوار) بوده‌است.